# Giacomo Barabino
Giacomo Barabino (ur. 4 kwietnia 1928 w Livellato di Ceranesi, zm. 25 maja 2016) – włoski duchowny katolicki, biskup Ventimiglia-San Remo 1988-2004.

## Życiorys
Święcenia kapłańskie otrzymał 29 czerwca 1952.
16 maja 1974 papież Paweł VI mianował go biskupem pomocniczym Bobbio-San Colombano ze stolicą tytularną Rebellum. 24 czerwca tego samego roku z rąk kardynała Giuseppe Siri przyjął sakrę biskupią. 30 września 1986 powołany na biskupa pomocniczego Genui-Bobbio. 7 grudnia 1988 mianowany biskupem diecezjalnym Ventimiglia-San Remo. 20 marca 2004 ze względu na wiek na ręce papieża Jana Pawła II złożył rezygnację z zajmowanej funkcji.
Zmarł 25 maja 2016.